# Santiago Gubern
Santiago Gubern Fábregas (Barcelona, 1875-1960) fue un abogado, magistrado y político español. Fue presidente del Tribunal de Casación de Cataluña.

## Biografía
Nacido el 3 de marzo de 1875 en Barcelona, estudió Derecho en la Universidad de Barcelona, licenciándose en 1897. A la vez formó parte del Centre Nacionalista Republicà, donde conoció a Francesc Cambó, Josep Puig i Cadafalch y Enric Prat de la Riba, y de la Unión Catalanista. También colaboró con varias publicaciones como Joventut y La Renaixença. Pese a sus diferencias con Prat de la Riba fue uno de los últimos directores de El Poble Català, en el que se publicó un artículo atribuido a él y por el que fue agredido a la entrada de casa suya por un grupo de carlistas.

## Trayectoria
Participó en la fundación del Centre Nacionalista Republicà, por el que fue diputado provincial en la Diputación de Barcelona entre 1909 y 1913 y del que fue presidente en 1912. Sin embargo, tras el fracaso del Pacto de Sant Gervasi dejó la política activa para dedicarse a su trabajo como abogado, periodo en el que publicó varios artículos en la Revista Jurídica de Catalunya.
En 1933 fue nombrado miembro de la junta de gobierno del Colegio de Abogados de Barcelona y debido a su fama como abogado el 24 de mayo de 1934 fue nombrado presidente del Tribunal de Casación de Cataluña por el presidente Lluís Companys. Desde su cargo participó en los debates jurídicos y dio el visto bueno a las competencias de la Generalidad de Cataluña para aprobar la Ley de Contratos de Cultivo, lo que provocó conflictos con el gobierno de la República y la proclamación del Estado catalán en octubre de 1934.
Tras las elecciones generales de 1936 y el triunfo del Frente Popular y el Front d'Esquerres fue confirmado en su cargo, pero tras el inicio de la guerra civil española se enemistó con los elementos anarquistas sufriendo el 22 de julio de 1936 sufrió un atentado de la FAI del que salió ileso. Esto y una campaña de desprestigio puesta en marcha por La Batalla, órgano del POUM provocaron que en septiembre de 1936 dimitiera y marchara al exilio con ayuda del cónsul de Noruega.
Se estableció en Marsella, donde aprovechó sus conocimientos de derecho marítimo y defendió el regreso a la República de barcos mercantes de la compañía Sota y Aznar embargados por Francia, de tal manera que en 1938 consiguió que los devolvieran (mientras que Ramón de la Sota, uno de los dirigentes del Partido Nacionalista Vasco, se puso de parte de la República, el otro socio, Santiago Aznar, se puso de parte de los franquistas). También retomó su amistad con Francesc Cambó y Joan Ventosa i Calvell. En 1942 volvió a Cataluña y vivió al margen de las actividades públicas, trabajando en su bufete de abogados hasta su muerte.